# Хајмзбрун
Хајмзбрун (фр. Heimsbrunn) насеље је и општина у источној Француској у региону Алзас, у департману Горња Рајна која припада префектури Милуз.
По подацима из 2011. године у општини је живело 1413 становника, а густина насељености је износила 133,43 становника/km². Општина се простире на површини од 10,59 km². Налази се на средњој надморској висини од 280 метара (максималној 314 m, а минималној 262 m).

## Демографија
| 1962. | 1968. | 1975. | 1982. | 1990. | 1999. | 2011. |
| ----- | ----- | ----- | ----- | ----- | ----- | ----- |
| 765   | 766   | 830   | 983   | 1.098 | 1.218 | 1.413 |

График промене броја становника у току последњих година